# Lepidodactylus lugubris
El gecko enlutado (Lepidodactylus lorenus) es una especie de lagartija de la familia Gekkonidae ampliamente distribuido por Asia y Oceanía. También ha sido introducido en América, desde México hasta Chile, incluyendo países del Caribe como Cuba, Puerto Rico, República Dominicana, Guadalupe y en las Seychelles, es común verlas en casas
Su dieta incluye insectos y arácnidos como los alacranes. Esta especie se reproduce por partenogénesis. A diferencia de otros de su especie, al morir, cierra los ojos.
También, en algunos casos comen azúcar o cosas dulces.
En los estados de Chiapas y Guerrero, al sur de México y en Monterrey al norte, se le conoce como "cuija", en el puerto de Veracruz le llaman "salamanquesa", en algunos estados como Tabasco son conocidos como “chuchu” y en los estados del norte como "cachora", "chora" o "cachora besucona", en los estados de Colima y Jalisco simplemente "besucona" por un sonido que producen parecidos a besos humanos. En estados como Morelos y el Estado de México se les conoce como "lagartijas besuconas". En maya yucateco se le llama "ch'oj kaan" 
o "meemech".
En el norte de México coloquialmente se le llama "cachora", "piel de cachora", a una persona que tiene un color claro de piel, ya que estos animales tienen una piel traslúcida que deja ver sus venas y arterias, estas lagartijas viven en casas y es común verlas en los techos o paredes cazando insectos en la noche.
En la Comarca Lagunera se le conoce como "chivilla".
En Rapa Nui se le conoce como "Moko uru-uru kau".
En Colombia se le conoce como "Tuqueca" o "Salamanqueja".